# Róza Csillag
 (13 janvier 2017).
Róza Csillag (également appelée Rosa Herrmann-Csillag), née Rosa Goldstein le 23 octobre 1832 et morte le 20 février 1892, est une chanteuse austro-hongroise mezzo-soprano d'opéra.

## Biographie
Elle est née dans la communauté Juive de Irsa en Hongrie, où son père Moritz Goldstein était un hazzan. Faisant ses premières prestations dansées à Győr à l'âge de 8 ans, elle a beaucoup attiré l'attention dans le chœur du Théâtre National hongrois à Pest.
Plus tard, Csillag se rendit à Vienne. Formée par le professeur Heinrich Proch, après des débuts modestes, elle fait sa première apparition en 1849 dans le rôle de Fidès dans le grand opéra Le prophète de Giacomo Meyerbeer, à l'Opéra de Berlin. Après son retour à Vienne, elle obtient un engagement dans l'opéra de la cour, où elle a ravi son public avec sa belle voix de mezzo-soprano. Jusqu'en 1861, Csillag était dans le casting de l'opéra, et elle était une favourite de l'auditoire. Ses tournées à Saint-Pétersbourg et Moscou, à Paris, Londres et Milan ont été très réussies.
En 1852, elle épouse le célèbre prestidigitateur et magicien Carl "Compars" Herrmann (en) (elle-même est apparentée à la famille de Harry Houdini) . La chanteuse d'opéra et actrice Blanche Correlli est leur fille. Lorsque sa voix commence à décliner, elle devient professeure de chant au Conservatoire de Vienne. 
Róza Csillag est morte à Vienne.

## Sélection de rôles
- Fidès dans Le Prophète, Meyerbeer
- Romeo dans I Capuleti e i Montecchi, Bellini
- Lucrezia dans Lucrezia Borgia, Gaetano Donizetti